# Camaçari Futebol Clube
Il Camaçari Futebol Clube, noto anche semplicemente come Camaçari, è una società calcistica brasiliana con sede nella città di Camaçari, nello stato di Bahia.

## Storia
Il club è stato fondato l'8 novembre 1968. Ha vinto il Campeonato Baiano Segunda Divisão nel 1991 e nel 1997. Ha partecipato al Campeonato Brasileiro Série D nel 2010, dove è stato eliminato alla prima fase.

## Palmarès

### Competizioni statali
- Campeonato Baiano Segunda Divisão: 2

1991, 1997